# Denaro rosa
Il denaro rosa descrive il potere d'acquisto della comunità LGBT. Con l'aumento di visibilità e importanza del movimento per i diritti LGBT, il denaro rosa, che prima ricopriva una posizione marginale nel mercato, è diventato espressione di un settore fiorente in diverse parti del mondo occidentale.  In molti casi il mondo degli affari si dirige già specificamente ai consumatori omosessuali con negozi, locali notturni, ristoranti e altri servizi, come il turismo. La domanda di questi servizi sorge della percezione diffusa di discriminazione e omofobia nei settori tradizionali.
Il potere economico del denaro rosa è stato anche considerato una forza positiva da parte della comunità LGBT, perché grazie a esso le persone LGBT si sentirebbero parte di una comunità che li tiene in considerazione. Ciò nonostante, alcuni gruppi queer hanno mosso diverse critiche al denaro rosa: tra le sue conseguenze ci sarebbero la mercificazione delle persone LGBT e la loro ghettizzazione. C'è inoltre chi sostiene che il denaro rosa sarebbe persino controproducente per i diritti LGBT.